# スプリングフィールドM1822
スプリングフィールドM1822（Springfield Model 1822 Musket）はスプリングフィールド兵器廠で製造された.69口径のフリントロック式マスケット銃。

## 概要
M1822はM1816マスケットの改良モデルである。資料によって、独立したモデルとされる場合も、M1816のバリエーションとされる場合もある。
M1816と同様に、M1822は.69口径の滑腔マスケットで、銃身長は42インチ、全長は58インチであった。M1816との最も目立つ違いは、スリング・スイベル（回転式の肩紐取り付け金具）の位置である。M1816ではトリガー・ガードのやや前方にあったが、M1822はトリガー・ガード自体にスイベルが取り付けられた。
M1822はスプリングフィールド兵器廠、ハーパーズ・フェリー兵器廠、及び多くの民間契約工場で生産された。M1822はスプリングフィールドM1835に置き換えられたが、これもM1816の1バージョンとみなされる場合もある。
他のフリントロック銃と同様に、M1822が1840年代から1850年代にかけて多くのパーカッションロック式（雷管式）に改造された。雷管式はより信頼性が高く、悪天候に強かった。また、新たに開発されたミニエー弾が使用できるように、銃身に施条を刻んだものもあった。しかしながら、米墨戦争のメキシコシティの戦いにおいて、ウィンフィールド・スコット将軍は隷下の部隊にフリントロック銃を使用することを求めた。敵地においては雷管の補給線が困難となる可能性があり、その点においてフリントロック式は現地での調達・製造が容易であったためである。
M1822は、米墨戦争、南北戦争で使用された。南北戦争開始初期においては、.69口径マスケット銃（多くは雷管式であるが、フリントロック式も残っていた）は一般的であった。ポトマック軍からは1862年の後半には完全に消滅したが（例外はアイリッシュ旅団で、1864年までM1842マスケットを使用した）、装備に劣る南軍ではより遅くまで使用された。北バージニア軍（南軍主力）の軍需責任者は、1863年7月のゲティスバーグの戦いが滑腔マスケット無しで実施された最初の戦いであると述べている。西部戦線における状況は両軍ともにもっと悪く、北軍においてもマスケットが1863年まで使用された、いくつかの南軍の連隊は、1864年11月の第二次フランクリンの戦いにおいても、まだ.69口径マスケット銃を使用していた。